# Фомин Починок (Калузька область)
Фомин Починок (рос. Фомин Починок) — присілок в Мосальському районі Калузької області Російської Федерації.
Населення становить 2 особи. Входить до складу муніципального утворення Присілок Посконь.

## Історія
Від 2004 року входить до складу муніципального утворення Присілок Посконь.

## Населення
| 2002 | 2010 |
| ---- | ---- |
| 1    | ↗2   |